# Cladothela bistorta
Cladothela bistorta är en spindelart som beskrevs av Zhang, Song och Zhu 2002. Cladothela bistorta ingår i släktet Cladothela och familjen plattbuksspindlar. Inga underarter finns listade i Catalogue of Life.